# Torqueola
Torqueola és un gènere d'arnes de la família Crambidae descrit per Charles Swinhoe el 1906.

## Taxonomia
- Torqueola hypolampra Turner, 1915
- Torqueola monophaes (Lower, 1902)
- Torqueola ophiceralis (Walker, 1866)